# L'Acollidora
L'Acollidora és una estàtua en bronze de l'artista Eduard Arranz-Bravo de l'any 1985. L'obra representa una dona amb els cabells al vent i una safata rodona entre les mans i es considera un dels símbols populars de la ciutat de l'Hospitalet de Llobregat.

## Història
La decisió de crear un monument que donés sentit i que simbolitzés la personalitat de la ciutat de l'Hospitalet de Llobregat, neix de Joan Ignasi Pujana, alcalde del municipi, Josep Corredor, crític d'art i escriptor, i del mateix Arranz-Bravo.
Va ser inaugurada com a part del programa d'adhesió a l'Any Internacional de la Pau i, al mateix acte, es va estrenar l'himne de la ciutat. El Museu de l’Hospitalet disposa de dibuixos i esborranys del disseny original de la peça fets per Arranz-Bravo i d'una de les còpies seriades amb referència.
L'escultura va ser presentada públicament al saló de plens de l'Ajuntament, el dia 19 d'abril de 1985. Es tractava d'una versió de petites dimensions destinada a servir com a premi als esforços socials i culturals que mereixien un reconeixement del consistori. D'aquesta primera figura se'n va fer una còpia de grans dimensions que es va instal·lar a la rambla Just Oliveras, a l'altura del carrer Tarragona, el 23 d'abril de 1986. De gener a juny de 1998 es va exposar a la sala Alexandre Cirici del Museu de l'Hospitalet, d'on va passar el 20 de juny de 1998, a la seva ubicació actual: novament a la rambla Just Oliveras, però aquesta vegada entre el carrer de Barcelona i el d'Enric Prat de la Riba.

## Anàlisi
L'Acollidora és una estàtua de bronze que representa una figura femenina, amb una safata a les mans i amb la cabellera mig recollida al clatell i mig voleiant a l'aire. La versió que hi ha instal·lada a la rambla Just Oliveras està col·locada sobre un pilar de secció quadrangular, al centre d'un parterre de flors on hi ha una placa de bronze, sobre peanya de pedra, on hi ha gravat el nom de l'autor, el de l'escultura, l'escut de l'Hospitalet de Llobregat i la dedicatòria: «Aquesta escultura és el símbol de la nostra ciutat, representa el tarannà integrador que caracteritza l'Hospitalet i els seus ciutadans».
L'Acollidora culmina els primers passos escultòrics que l'artista havia fet l'any 1973, amb l'obra Doble Columna. Inaugurant, al mateix temps, la creació de noves volumetries, com ara Orellut i Braç llarg.
L'obra s'identifica amb la tradició occidental a través de la dona, formalitzada a la manera de deessa llatina, que simbolitza els estadis humans de generositat, creació i preservació. Al mateix temps, L'Acollidora s'identifica amb la Mediterrània i la seva cultura, amb la personificació del vent que fa voleiar els cabells de l'estàtua, personificant la marinada. A banda, la safata que sosté la dona és un símbol d'integritat, de receptacle i l'expressió del suport que sosté i abriga.
Es tracta d'una figura femenina amb una safata a les mans com a símbol d'ofrena i amb la cabellera mig recollida al clatell i mig voleiant a l'aire. Fa 190 x 78 x 50 cm. La peanya és de pedra calcària sense polir i fa 160 x 80,5 x 70,5 cm.